# Konzernbetriebsrat
Ein Konzernbetriebsrat (KBR) kann für einen Konzern durch Beschlussfassung mindestens eines der zugehörigen Gesamtbetriebsräte errichtet werden. Der KBR besteht aus jeweils ein bis zwei Mitgliedern aller bestehenden Gesamtbetriebsräte. Die rechtlichen Grundlagen sind im BetrVG geregelt, dessen Geltung sich nach dem Territorialprinzip nur auf Deutschland beschränkt. Dementsprechend sind im Konzernbetriebsrat nur die Interessen der inländischen Arbeitnehmer vertreten. Die Interessen der Arbeitnehmer in europäischen Beteiligungen sollen über den Europäischen Betriebsrat Berücksichtigung finden. Arbeitnehmer außerhalb von Europa sind in der deutschen Mitbestimmung nicht repräsentiert. Der KBR ist für alle Angelegenheiten zuständig, die den inländischen Konzern im Gesamten oder mehrere Unternehmen des Konzerns betreffen.

## Errichtung eines Konzernbetriebsrats
Durch entsprechende Beschlussfassung einzelner Gesamtbetriebsräte des Konzerns kann ein Konzernbetriebsrat errichtet werden.
Notwendig hierfür sind die übereinstimmenden Beschlüsse der Gesamtbetriebsräte des Unternehmens, in denen 50 % der Arbeitnehmer des Konzerns beschäftigt sind. Die Wahlberechtigung der Arbeitnehmer ist bei der Feststellung der Anzahl der Arbeitnehmer des Konzerns nicht zu beachten. Leitende Angestellte im Sinne des § 5 Abs. 3 BetrVG werden bei der Zählung nicht beachtet. Das Bestehen von Betriebsräten oder Gesamtbetriebsräten der einzelnen Betriebe und Unternehmen wird ebenfalls außer Acht gelassen.
Sofern in einem Konzern lediglich ein Betriebsrat, nicht aber ein Gesamtbetriebsrat besteht, so hat der Betriebsrat die Aufgaben des Gesamtbetriebsrats zu übernehmen.
Ein Konzernbetriebsrat kann von jedem Gesamtbetriebsrat errichtet werden. Der jeweilige Gesamtbetriebsrat muss die anderen Gesamtbetriebsräte zur Errichtung eines Konzernbetriebsrats zur entsprechenden Beschlussfassung auffordern.

## Zusammensetzung
Jeder Gesamtbetriebsrat entsendet jeweils zwei Mitglieder in den Konzernbetriebsrat unter angemessener Berücksichtigung des Geschlechts in der Minderheit. Für jedes Mitglied des KBRs ist vom Gesamtbetriebsrat ein Ersatzmitglied zu bestellen sowie die Reihenfolge des Nachrückens festzulegen.
Laut § 55 Abs. 3 BetrVG stehen jedem Mitglied des Konzernbetriebsrats die Stimmen der Mitglieder des entsendenden Gesamtbetriebsrats je zur Hälfte zu.
Die Mitgliederzahl des Konzernbetriebsrats kann je nach Tarifvertrag oder Betriebsvereinbarung abweichend von § 55 Abs. 1 Satz 1 BetrVG geregelt werden.

## Mitgliedschaft im Konzernbetriebsrat

### Ausschluss von Mitgliedern
Ein Antrag auf Ausschluss eines Mitglieds des Konzernbetriebsrats wegen grober Pflichtverletzung seiner gesetzlichen Pflichten kann von mindestens einem Viertel der wahlberechtigten Arbeitnehmer des Konzernunternehmens, des Arbeitgebers, des Konzernbetriebsrats oder einer im Konzern vertretenen Gewerkschaft beim Arbeitsgericht gestellt werden. Diese grobe Pflichtverletzung muss im direkten Zusammenhang mit der Tätigkeit im Konzernbetriebsrat geschehen sein.
Einzelne Betriebs- oder Gesamtbetriebsräte können keinen Antrag stellen, jedoch ein Konzernbetriebsratsmitglied jederzeit abberufen ohne die weitere Angabe von Gründen.

### Erlöschen der Mitgliedschaft
Die Mitgliedschaft im Konzernbetriebsrat erlischt, wenn:
- die Mitgliedschaft im Gesamtbetriebsrat erloschen ist,
- das Amt niedergelegt wurde,
- eine gerichtliche Entscheidung den Ausschluss des einzelnen Mitglieds beschlossen hat[3]
- ein Gesamtbetriebsrat abberufen wurde,
- ein Konzernunternehmen aus dem Konzern ausscheidet, in dem die entsprechenden Konzernbetriebsratsmitglieder beschäftigt sind.

Bei Ausschluss eines Mitglieds aus dem Konzernbetriebsrat besteht kein Einfluss auf seine Mitgliedschaft im Betriebsrat oder Gesamtbetriebsrat.

## Zuständigkeit
Die Zuständigkeit des Konzernbetriebsrats beläuft sich auf die Behandlung von Angelegenheiten, die den Konzern oder mehrere Konzernunternehmen betreffen, die nicht durch einzelne Gesamtbetriebsräte unternehmensintern geregelt werden können.
Weiter erstreckt sich seine Zuständigkeit auf Unternehmen ohne Gesamtbetriebsrat und Betriebe des Konzerns ohne Betriebsrat.
Eine Zuständigkeit durch den Konzernbetriebsrat ist i. d. R. ein Ausnahmefall. Sie kann bspw. bei Sozialeinrichtungen gegeben sein, sofern sich ihr Wirkungsbereich auf den Konzern erstreckt (z. B. Altersversorgung).
Ausdrückliche Zuständigkeit des Konzernbetriebsrats besteht bei:
- Bestellung des Hauptwahlvorstands für die Wahl der Aufsichtsratsmitglieder der Arbeitnehmer des herrschenden Unternehmens des Konzerns[6],
- Entgegennahme eines Antrags zur Abberufung eines Aufsichtsratsmitglieds der Arbeitnehmer[7],
- Wahlanfechtung der Aufsichtsratsmitglieder der Arbeitnehmer.[8]

Weitere Aufgaben sind definiert im Montanmitbestimmungsgesetz.
Durch qualifizierte Mehrheit seiner Stimmen und entsprechender schriftlicher Beschlussfassung kann der Gesamtbetriebsrat den Konzernbetriebsrat zur Erledigung seiner Angelegenheit beauftragen.
Bei gegebener Zuständigkeit des KBRs kann dieser eine Konzernbetriebsvereinbarung mit dem herrschenden Unternehmen des Konzerns abschließen.
Bei gegebener Zuständigkeit des KBRs zur Erledigung einer Angelegenheit kann er Verhandlungen und Vereinbarungen mit der Konzernleitung erzwingen.
Wenn im Rahmen der Zuständigkeit des Konzernbetriebsrats mit der Konzernleitung eine Konzernbetriebsvereinbarung geschlossen wird, so findet diese auch für Unternehmen und Betriebe des Konzerns ohne Betriebsrat oder ohne entsandtes Mitglied in den Gesamtbetriebsrat ihre Gültigkeit.

## Organisation
Im Rahmen seiner Zuständigkeit hat der KBR im Grundsatz selbige Rechte und Pflichten wie der Betriebsrat. Die Geschäftsführung des Konzernbetriebsrats unterliegt den gleichen Grundsätzen, wie der Gesamtbetriebsrat. Selbiges gilt bei Bestellung des Vorsitzenden des Konzernbetriebsrats und seines Stellvertreters.
Der Konzernbetriebsratsvorsitzende und sein Stellvertreter genießen die gleiche Rechtsstellung wie der Betriebsratsvorsitzende und sein Stellvertreter. Sobald ein Konzernbetriebsrat eine höhere Anzahl als acht Mitglieder aufweist, wird für die Führung laufender Geschäfte ein Konzernbetriebsausschuss gebildet.
Beschlussfähig ist der Konzernbetriebsrat, sobald mindestens die Hälfte der Mitglieder anwesend ist und an der Beschlussfassung teilnimmt und mindestens die Hälfte des Gesamtstimmengewichts im KBR vertreten ist.
Der Konzernbetriebsrat hält keine Sprechstunden ab, kann aber je nach Erforderlichkeit einen Sachverständigen hinzuziehen.

## Rechtslage in Österreich
In Österreich entspricht dem Konzernbetriebsrat die Konzernvertretung.